# مسالینا (فیلم ۱۹۲۴)
مسالینا (ایتالیایی: Messalina) یک فیلم درام تاریخی صامت ایتالیایی به کارگردانی انریکو گواتسونی است که در سال ۱۹۲۴ منتشر شد.

## بازیگران
- رینا د لیگوئورو در نقش «مسالینا»
- جینو تالامو در نقش «اِنیو»
- آریستیده گاربینی
- بروتو کاستلانی
- کالیستو برترامو
- جانا تریبلی-گونزالس
- جیلدو بوچی